# آداب و مناسک اسلامی
آداب و مناسک اسلامی، مجموعه ای از فرامین و اعمال واجب و مستحب در اسلام است که باید در زمان ها و مکان های مخصوص خود انجام شوند. نحوه انجام این اعمال در بین شیعیان و اهل تسنن تفاوت هایی با هم دارد.

## آداب اسلامی

### انجام آداب بر اساس زمان
- تولد و مرگ
- ازدواج و طلاق
- اعمال زناشویی
- معاشرت روزمره
- جشن ها و سوگواریها

### انجام آداب بر اساس مکان
- مکان های مذهبی (مسجد، حسینیه)
- مکان های مقدس (حرم ها و امامزاده ها)
- گورستان ها
- هر جایی که ضرورت یابد

### نحوه انجام آداب
- دعاها و ذکرهای مخصوص
- سرودها و اناشید اسلامی
- مناجات و نذر